# Aeroportul Internațional Key West
Aeroportul Internațional Key West (IATA: EYW, ICAO: KEYW, FAA LID: EYW) este un aeroport din Key West, Comitatul Monroe, Florida, Florida, Statele Unite ale Americii ce deservește zona Key West. Aeroportul a fost tranzitat în 2020 de 641.876 de pasageri. A fost deschis în 1913 și numit după zona deservită.
Situat la o altitudine de 1 m, aeroportul dispune de 1 pistă.

## Infrastructură

### Piste
Aeroportul dispune de o singură pistă. Pista 09/27 are suprafața de asfalt și dimensiunile 4.801 picioare × 100 picioare. 